# Probo Koala
Probo Koala var ett OBO-fartyg som ägdes av Celtic Legend Shipping Inc, chartrad av Prime Marine Management Inc, som i sin tur chartrade det vidare till Trafigura. Skeppet var försäkrat hos GARD P&I.
Probo Koala blev internationellt känd för sin inblandning i Dumpningen av farligt avfall i Elfenbenskusten 2006 där hon levererade en last med farligt avfall till Elfenbenskusten och orsakade en miljö- och hälsokris där minst 15 människor dog  och mer än 100 000 uppsökte hälsovården. 